# Parafia św. Józefa Robotnika w Osinach koło Żor
Parafia św. Józefa Robotnika w Osinach koło Żor – katolicka parafia w dekanacie żorskim, istniejąca od 15 marca 1981 roku. Kościół poświęcił abp Damian Zimoń w 1995 roku. W tym samym roku doszło do zmiany wezwania parafii na obecne.